# Теви
Теви — река на северо-западе Камчатского края в России.
Длина реки — 53 км. Протекает по территории Тигильского района Камчатского края. Впадает в залив Шелихова Охотского моря.
Название в переводе с корякского Тэви — «жердь-тренога от яранги».

## Данные водного реестра
По данным государственного водного реестра России относится к Анадыро-Колымскому бассейновому округу.
Код объекта в государственном водном реестре — 19080000112120000038116.